# Kissin’ Dynamite/Diskografie
Diese Diskografie ist eine Übersicht über die musikalischen Werke der deutschen Rockband Kissin’ Dynamite. Ihre erfolgreichste Veröffentlichung ist das achte Studioalbum Back with a Bang!, mit dem sie Platz eins der deutschen Albumcharts erreichte.

## Alben

### Studioalben
| Jahr | Titel Musiklabel                             | Höchstplatzierung, Gesamtwochen, AuszeichnungChartplatzierungen (Jahr, Titel, Musiklabel, Platzierungen, Wochen, Auszeichnungen, Anmerkungen) | Höchstplatzierung, Gesamtwochen, AuszeichnungChartplatzierungen (Jahr, Titel, Musiklabel, Platzierungen, Wochen, Auszeichnungen, Anmerkungen) | Höchstplatzierung, Gesamtwochen, AuszeichnungChartplatzierungen (Jahr, Titel, Musiklabel, Platzierungen, Wochen, Auszeichnungen, Anmerkungen) | Anmerkungen                             |
| Jahr | Titel Musiklabel                             | DE | AT | CH | Anmerkungen                             |
| ---- | -------------------------------------------- | --- | --- | --- | --------------------------------------- |
| 2008 | Steel of Swabia Electrola (EMI)              | — | — | — | Erstveröffentlichung: 18. Juli 2008     |
| 2010 | Addicted to Metal Electrola (EMI)            | DE91 (1 Wo.)DE | — | — | Erstveröffentlichung: 26. März 2010     |
| 2012 | Money, Sex & Power AFM Records (Soulfood)    | DE50 (1 Wo.)DE | — | — | Erstveröffentlichung: 21. März 2012     |
| 2014 | Megalomania AFM Records (Soulfood)           | DE17 (1 Wo.)DE | — | — | Erstveröffentlichung: 5. September 2014 |
| 2016 | Generation Goodbye King Records (Soulfood)   | DE14 (2 Wo.)DE | — | CH59 (1 Wo.)CH | Erstveröffentlichung: 8. Juli 2016      |
| 2018 | Ecstasy Columbia Records (Sony)              | DE7 (4 Wo.)DE | AT52 (1 Wo.)AT | CH30 (2 Wo.)CH | Erstveröffentlichung: 4. Juli 2018      |
| 2022 | Not the End of the Road Napalm Records (UMG) | DE2 (3 Wo.)DE | AT53 (1 Wo.)AT | CH13 (3 Wo.)CH | Erstveröffentlichung: 21. Januar 2022   |
| 2024 | Back with a Bang! Napalm Records (UMG)       | DE1 (2 Wo.)DE | AT12 (1 Wo.)AT | CH11 (1 Wo.)CH | Erstveröffentlichung: 5. Juli 2024      |

### Livealben
| Jahr | Titel Musiklabel                                            | Anmerkungen                         |
| ---- | ----------------------------------------------------------- | ----------------------------------- |
| 2017 | Generation Goodbye – Dynamite Nights AFM Records (Soulfood) | Erstveröffentlichung: 14. Juli 2017 |

### Kompilationen
| Jahr | Titel Musiklabel                                            | Anmerkungen                           |
| ---- | ----------------------------------------------------------- | ------------------------------------- |
| 2021 | Living in the Fastlane – The Best Of AFM Records (Soulfood) | Erstveröffentlichung: 27. August 2021 |

## Singles

### Als Leadmusiker
| Jahr | Titel Album                                                  | Anmerkungen                                                                                        |
| ---- | ------------------------------------------------------------ | -------------------------------------------------------------------------------------------------- |
| 2008 | Freaky –                                                     | Erstveröffentlichung: 10. Mai 2008                                                                 |
| 2008 | My Religion Steel of Swabia                                  | Erstveröffentlichung: 10. Mai 2008                                                                 |
| 2012 | Money, Sex & Power                                           | Erstveröffentlichung: 20. Januar 2012                                                              |
| 2012 | I Will Be King Money, Sex & Power                            | Erstveröffentlichung: 3. Februar 2012 Liveversion: 7. Juli 2017                                    |
| 2014 | DNA Megalomania                                              | Erstveröffentlichung: 25. Juli 2014                                                                |
| 2016 | Living in the Fastlane Generation Goodbye                    | Erstveröffentlichung: 30. September 2016                                                           |
| 2017 | She Came She Saw (Live) Generation Goodbye – Dynamite Nights | Erstveröffentlichung: 26. Mai 2017                                                                 |
| 2017 | Masterpiece (Live) Generation Goodbye – Dynamite Nights      | Erstveröffentlichung: 16. Juni 2017                                                                |
| 2018 | I’ve Got the Fire Ecstasy                                    | Erstveröffentlichung: 4. Mai 2018                                                                  |
| 2018 | Ecstasy                                                      | Erstveröffentlichung: 25. Mai 2018 feat. Anna Brunner                                              |
| 2018 | You’re Not Alone Ecstasy                                     | Erstveröffentlichung: 15. Juni 2018                                                                |
| 2018 | Heart of Stone Ecstasy                                       | Erstveröffentlichung: 30. November 2018                                                            |
| 2019 | Cadillac Maniac –                                            | Erstveröffentlichung: 13. September 2019 vs. The Baseballs                                         |
| 2021 | Not the End of the Road                                      | Erstveröffentlichung: 11. August 2021                                                              |
| 2021 | What Goes Up Not the End of the Road                         | Erstveröffentlichung: 22. September 2021                                                           |
| 2021 | Good Life Not the End of the Road                            | Erstveröffentlichung: 2. November 2021 feat. Guernica Mancini, Saltatio Mortis & Charlotte Wessels |
| 2024 | Raise Your Glass Back with a Bang                            | Erstveröffentlichung: 12. März 2024                                                                |
| 2024 | My Monster Back with a Bang                                  | Erstveröffentlichung: 25. April 2024                                                               |
| 2024 | The Devil Is a Woman Back with a Bang                        | Erstveröffentlichung: 29. Mai 2024                                                                 |
| 2024 | Back with a Bang                                             | Erstveröffentlichung: 3. Juli 2024                                                                 |

### Als Gastmusiker
| Jahr | Titel Album                     | Anmerkungen                                                     |
| ---- | ------------------------------- | --------------------------------------------------------------- |
| 2023 | Stop the War (Fight for Love) – | Erstveröffentlichung: 7. April 2023 als Teil von Rockers United |

## Musikvideos
| Jahr | Titel                         | Regisseur(e)       |
| ---- | ----------------------------- | ------------------ |
| 2008 | My Religion                   | Dennis Lehmann     |
| 2012 | Money, Sex & Power            | Martin Müller      |
| 2012 | I Will Be King                | Martin Müller      |
| 2012 | Six Feet Under                |                    |
| 2014 | DNA                           | Rainer Fränzen     |
| 2015 | Fireflies                     |                    |
| 2016 | Hashtag Your Life             | Martin Müller      |
| 2018 | I’ve Got the Fire             |                    |
| 2018 | You’re Not Alone              |                    |
| 2018 | Heart of Stone                | Michael Baumberger |
| 2018 | Let There Be Night            |                    |
| 2019 | Cadillac Maniac               |                    |
| 2021 | Not the End of the Road       |                    |
| 2021 | What Goes Up                  |                    |
| 2021 | Good Life                     | Mirko Witzki       |
| 2021 | Yoko Ono                      |                    |
| 2022 | Coming Home                   |                    |
| 2022 | Only the Dead                 |                    |
| 2023 | Stop the War (Fight for Love) |                    |
| 2024 | Raise Your Glass              | Mirko Witzki       |
| 2024 | My Monster                    | Mirko Witzki       |
| 2024 | The Devil Is a Woman          | Mirko Witzki       |

## Sonderveröffentlichungen

### Lieder
| Jahr | Titel Album                                                | Anmerkungen                                                                       |
| ---- | ---------------------------------------------------------- | --------------------------------------------------------------------------------- |
| 2012 | Warriors Land of the Crimson Dawn (Deluxe Edition)         | Erstveröffentlichung: 24. Februar 2012 Original: Freedom Call                     |
| 2020 | Let There Be Night The Sacrament of Sin (Deluxe Mediabook) | Erstveröffentlichung: 20. Juli 2018 Original: Powerwolf                           |
| 2021 | Where Are the Clowns Für immer frei (Unsere Zeit Edition)  | Erstveröffentlichung: 4. Juni 2021 Original: Saltatio Mortis – Wo sind die Clowns |

### Videoalben
| Jahr | Titel Musiklabel                                         | Anmerkungen                                                                     |
| ---- | -------------------------------------------------------- | ------------------------------------------------------------------------------- |
| 2016 | Kissin Dynamite Tour Documentary King Records (Soulfood) | Erstveröffentlichung: 8. Juli 2016 Teil von Generation Goodbye (Deluxe Edition) |

## Promoveröffentlichungen
| Jahr | Titel Album                                         | Anmerkungen                             |
| ---- | --------------------------------------------------- | --------------------------------------- |
| 2016 | Hashtag Your Life Generation Goodbye                | Erstveröffentlichung: 27. Mai 2016      |
| 2016 | If Clocks Were Running Backwards Generation Goodbye | Erstveröffentlichung: 17. Juni 2016     |
| 2016 | Generation Goodbye                                  | Erstveröffentlichung: 4. Juli 2016      |
| 2021 | Yoko Ono Not the End of the Road                    | Erstveröffentlichung: 15. Dezember 2021 |
| 2022 | Coming Home Not the End of the Road                 | Erstveröffentlichung: 5. Januar 2022    |

## Statistik

### Chartauswertung
|                     | DE    | AT    | CH    |
| ------------------- | ----- | ----- | ----- |
| Nummer-eins-Alben   | DE1DE | AT—AT | CH—CH |
| Top-10-Alben        | DE3DE | AT—AT | CH—CH |
| Alben in den Charts | DE7DE | AT4AT | CH3CH |